# Канарио (танец)
Канарио, канариоз или канарский танец (итал. Canario, англ. Canary, фр. Canarie) — похожий на джигу европейский танец эпохи Возрождения, а также барокко. Предположительно испанского (Канарские острова) происхождения. Тактовый размер 3/4 или на 6/4. Танец упоминается в комедии Шекспира «Всё хорошо, что хорошо кончается», а также в трактате «Орхезография» французского сочинителя Туано Арбо.

## Исторический очерк
Наиболее ранний известный образец танца под названием канарио обнаруживается в сборнике пьес для испанской виуэлы композитора Диего Писадора (1552) — похоронный танец «Канарские плачи».
Французский сочинитель XVI века Туано Арбо в своем трактате «Орхезография» (1589) приводит две противоречивых версии происхождения танца: первая, что родина этого танца — Канарские острова, где он постоянно исполнялся; и вторая, которую он называет более вероятной, что танец происходит от придворного балета, «сочиненного для маскарада, в котором танцующие одевались как короли и королевы Мавритании или как дикари, утыканные разноцветными перьями».
В последовавшую в XVII веке эпоху барокко этот танец появляется в трехдольном размере, с акцентированной первой долей каждого такта, где контрапунктом выступало традиционное бассо остинато, так же, как и в «современном пассамеццо» (I-IV-V-I).